# Hrvatska zastava (Chicago)
Hrvatska zastava je bio hrvatski iseljenički list koji je izlazio u Chicagu u razdoblju od 1904. do 1917. U razdoblju od 1904. do 1914. izlazio je kao tjednik, a zatim kao dnevnik, osim nedjelje. Izdavač novina je bio Ante Biankini, a prvi urednik Albert Weber. Među urednicima je bio Niko Gršković.
Posljednji broj novina izlazi 1. studenog 1917. kada zajedno s novinama "Hrvatski svijet" (iz New Yorka) i "Slovenski svet", počinje izlaziti pod nazivom "Jugoslovenski svijet" (New York).